# Житецький Гнат Павлович
Гнат (Ігна́т) Па́влович Жите́цький (15 лютого 1866, Кам'янець-Подільський —  8 квітня 1929, Київ) — український історик, літературознавець, книгознавець, публіцист.

## Життєпис
Старший син філолога Павла Гнатовича Житецького. Народився в Кам'янці-Подільському, де батько викладав російську мову та словесність у Кам'янець-Подільській чоловічій гімназії.
Вчився у київській 2-й гімназії, де Житецький-старший викладав російську мову і словесність.
У 1880 р. вступив до колегії Павла Галагана, для якої розробив статут та майже двадцять років учителював його батько.
Перебуваючи у вимушеному відрядженні в Петербурзі протягом 1880—1882 рр., Павло Житецький у листах до сина радив якомога більше читати, особливо праці історика Миколи Костомарова. Світогляд та переконання юнака сформували найближче оточення та прочитані книги, а також відвідини засідань історичного товариства Нестора–літописця.
У 1884—1889 рр. вчився на історично-філологічному факультеті Київського університету. У цей же час почав працювати помічником секретаря редакції журналу «Киевская старина».
Після завершення навчання в університеті, у 1890 р. переїхав до Петербурга вчителювати. У 1898—1903 — співробітник «Большой энциклопедии» — вів відділ російської історії, надрукував близько 300 статей і довідок.
У серпні 1918 р. переїхав до Києва. Увійшов до Тимчасового Комітету по заснуванню Всенародної бібліотеки України при ВУАН (нині Центральна наукова бібліотека ім. В. І. Вернадського АН України). Став першим завідувачем її рукописного відділу, очолював його у 1922—1929 рр. Склав перші реєстри рукописних матеріалів бібліотеки, описав рукописні книги та збірки документів, створив перший алфавітний та хронологічний каталоги. Також він розробив інструкції з описування рукописних книг та документів й обґрунтував основи розподілу рукописного матеріалу між архівами, бібліотеками та музеями.
Автор ґрунтовних статей про українських письменників та вчених.
Останні роки Гнат Житецький жив у Бучі (нині районний центр на Київщині). Помер 8 квітня 1929 року.

## Вибрані праці
- «Перші роки „Киевской Старины“ та М. І. Костомаров» (Україна. — 1926. — Кн. 4),
- «Куліш і Костомаров: Недруковане листування 1860–1870-х рр.» (Україна. — 1927. — Кн. 1–2).